# Rudolf Bratschitsch
Rudolf Bratschitsch (* 10. Jänner 1928 in Villach; † 8. März 2012 in Innsbruck) war ein österreichischer Wirtschaftswissenschaftler.

## Leben
Der aus einer Kaufmannsfamilie stammende Rudolf Bratschitsch maturierte 1946 am Gymnasium in der Peraustraße in Villach. Er studierte an der Hochschule für Welthandel in Wien und schloss mit dem akademischen Grad eines Diplomkaufmanns 1949 das Studium ab. Im gleichen Jahr promovierte er zum Doktor der Handelswissenschaften und schlug eine wissenschaftliche Karriere ein. Bratschitsch wurde Assistent bei Willy Bouffier und habilitierte sich am 24. Februar 1961 mit der Arbeit „Das betriebswirtschaftliche Funktionen- und Leistungsdenken im Stufenbau der Wirtschaft“ an der Hochschule für Welthandel.
Ein Jahr später ging er an die Universität Innsbruck, wo er 1962 außerordentlicher Professor und zwei Jahre später ordentlicher Professor für Betriebswirtschaftslehre wurde. Er war Vorstand des Instituts für Betriebswirtschaftslehre und Unternehmenspolitik und später des Instituts für Industrie und Fertigungswirtschaft. Im Studienjahr 1967/68 war Bratschitsch Dekan der Rechts- und Staatswissenschaftlichen Fakultät und 1972/73 im Alter von 44 Jahren Rektor der Universität Innsbruck.

## Wirken
Wissenschaftlich war Rudolf Bratschitsch sowohl an der Industrie als auch an Handwerk und Gewerbe sowie dem Rechnungs- und Genossenschaftswesen interessiert. Rudolf Bratschitsch war wesentlich an der Einrichtung der betriebswirtschaftlichen und wirtschaftspädagogischen Studien an der Universität Innsbruck beteiligt. Bratschitsch wirkte als Gastprofessor an der Universität München und war Vorsitzender des Verbands für Hochschullehrer für Betriebswirtschaftslehre in Köln. Er war auch langjähriges Aufsichtsratsmitglied des Verbands Österreichischer Wirtschaftsakademiker und ständiger Mitarbeiter der Fachkonferenz Rencontres de St-Gall in der Schweiz.
Während seines Rektorats Anfang der 1970er-Jahre war Rudolf Bratschitsch mit einer studentischen Besetzung seiner Amtszimmer (14. Februar 1973) konfrontiert. Die Besetzer forderten die Rücknahme der „reaktionären Richtlinien für die Vergabe von Hörsälen“, mit denen Bratschitsch die Aktivitäten politisch aktiver Studierender an der Universität einschränken wollte.

## Auszeichnungen
- 1975 Großes Silbernes Ehrenzeichen für Verdienste um die Republik Österreich[6]
- 1975 Ehrenzeichen des Landes Tirol
- Goldenes Ehrenzeichen am Bande des Verbands Österreichischer Wirtschaftsakademiker